# Felix Jaehn
Fee Jähn (de nacimiento, Felix Kurt Jähn; Hamburgo; 28 de agosto de 1994), conocido profesionalmente como Felix Jaehn, es un DJ, remezclador y productor discográfico alemán.  Logró el éxito internacional con su remix de la canción «Cheerleader» de OMI, que encabezó las listas en varios países y alcanzó el número uno en el Billboard Hot 100 en 2015. 

## Primeros años de vida
Felix Kurt Jähn nació en Hamburgo y creció en Schönberg, cerca de Wismar en Mecklemburgo-Pomerania Occidental, Alemania. Jaehn comenzó con clases de violín a la edad de 5 años y comenzó su carrera como DJ a los 16. Jaehn vivió en Londres durante un año, donde asistió al Point Blank Music College a la edad de 17 años.   Posteriormente estudió brevemente Administración de Empresas en la Universidad Humboldt de Berlín. 

## Carrera

### 2013-presente
Comenzó su carrera a principios de la década de 2010. En agosto de 2013 lanzó su sencillo debut «Sommer am Meer».  En noviembre de 2014, sacó el sencillo «Shine».  En marzo de 2015, lanzó el sencillo «Dance with Me».  En abril de 2015, lanzaría un remix del clásico de Rufus y Chaka Khan «Ain't Nobody», retitulado «Ain't Nobody (Loves Me Better)» con la voz de Jasmine Thompson (basado en una versión anterior de la canción de Thompson). El remix fue un éxito internacional paneuropeo y encabezó la lista de singles alemanes. Firmó con Universal Music.  En julio de 2015, sacó el sencillo «Eagle Eyes».  En 2017, colaboró con Mike Williams para el sencillo «Feel Good», lanzado a través de Spinnin' Records . 
Es más bien conocido por remezclar la canción «Cheerleader» de la cantante jamaiquina OMI. El sencillo fue un éxito internacional, encabezando las listas en Australia, Alemania, Austria, Bélgica (Flandes y Valonia), Canadá, México, Dinamarca, Francia, Irlanda, Países Bajos, Eslovaquia, Suecia, Suiza, Reino Unido y Estados Unidos. También era conocida como una canción popular de baile de bodas en los Estados Unidos. 

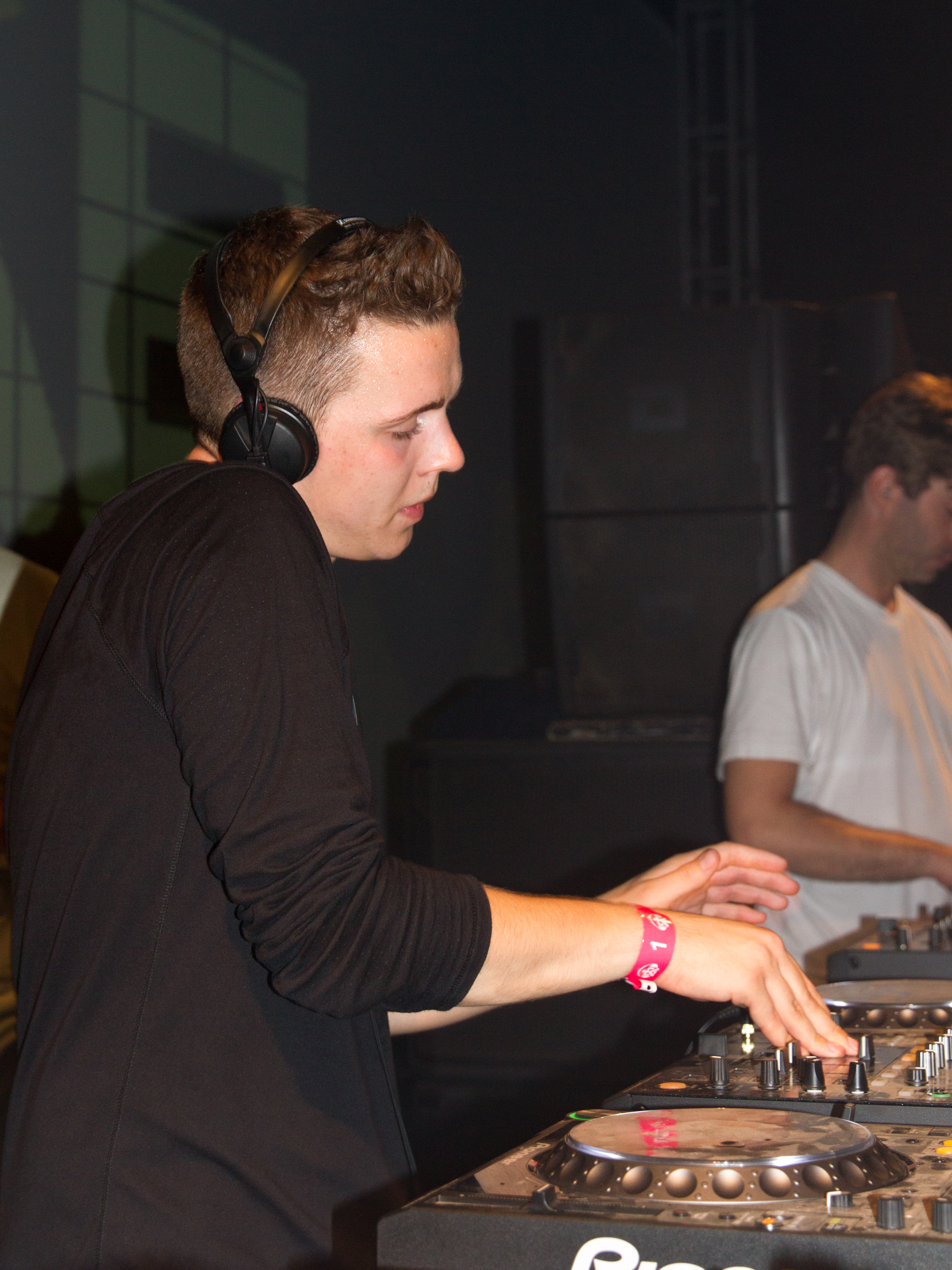
Jaehn en 2015.

En 2018, NOTD y Jaehn lanzaron el sencillo «So Close», con un video musical protagonizado por la chica de portada de <i id="mwZA">Sports Illustrated</i> Swimsuit, Camille Kostek.   En febrero del mismo año, salió a la luz su álbum de estudio debut, I. El álbum cuenta con voces invitadas de Marc E. Bassy, Gucci Mane, Jasmine Thompson, Polina, Alma y Herbert Grönemeyer. 

### Eff
En 2015, Jaehn lanzó Eff, un proyecto de dúo musical formado por el cantante alemán Mark Forster (nombre real Mark Cwiertnia, nacido el 11 de enero de 1984) como vocalista y Jaehn como DJ y productor. Ambos se conocieron en un evento en Viena en 2015. Eff es una referencia a Felix y Forster. Su primer y único sencillo como dúo fue «Stimme», que encabezó la lista de singles alemana durante tres semanas consecutivas, y también apareció en Austria y Suiza.

## Vida personal
Jaehn declaró ser bisexual en una entrevista para Die Zeit en febrero de 2018, afirmando: «A veces me interesaban más las chicas, a veces los chicos».   En febrero de 2021, Jaehn confirmó en una entrevista con la emisora de radio Energy que mantenía una relación con un hombre desde el verano de 2020 y que se conocieron a través de Tinder. 
En 2024, Jaehn habló públicamente sobre ser pansexual y no binario.  Prefiere ser conocido como Fee Jaehn en su vida personal, con los pronombres «dey/denen». Sin embargo, continúan interpretando y grabando música como Felix Jaehn. 

## Discografía
- I (2018)
- Breathe (2021)